# ペンシルベニア州立インディアナ大学
ペンシルベニア州立インディアナ大学（英語：Indiana University of Pennsylvania、略称：IUP）は、アメリカ合衆国ペンシルベニア州インディアナ郡にある、州で5番目に大きな州立大学である。1875年創立された。
その名前から「インディアナ大学ペンシルベニア校」と間違われがちだが、インディアナ大学機構との関連性はない。日本での呼称は「ペンシルベニア州立インディアナ大学」、「ペンシルベニア・インディアナ大学」、「ペンシルベニアのインディアナ大学」など一定していない。政治学、英文学、TESOLなどが有名。マスコットキャラクターはcrimzon hawks。

## 専攻分野
- アート
- 安全科学
- 英語学、英文学
- コミュニケーション、ジャーナリズム
- コンピュータ科学
- 教育学
- エンジニアリングテクノロジー
- 人間科学
- 数学
- 建築学
- 生物学・生物医科学
- 心理学
- 応用科学
- 体育
- 哲学
- 物理学
- 健康
- 公共政策、社会福祉
- 社会学
- 料理
- ビジネス、マネジメント
- マーケティング、会計学
- リベラルアーツ
- 歴史学

など 

## 提携教育機関
- 日本
  - 関西外国語大学
  - 名古屋学院大学
- イギリス
- Leeds Metropolitan University
- Sheffield Hallam University
- University College Worcester
- フィンランド
  - Tampere University of Technology
- ドイツ
  - University of Applied Sciences Nürnberg
- フランス
  - University of Nancy 2
  - Institute Commercial de Nancy 2
- 中国
  - 南京大学
  - 上海師範大学
  - マカオ大学
  - Southwest University of Finance and Economics
  - 四川大学

その他各国に提携校多数。

## 著名な出身者
チャド・ハーリー（YouTube創設者）
エドワード・アビー（作家）